# Musikschule Herford
Die Musikschule Herford ist die Musikschule der Stadt Herford, die 1970 gegründet wurde und an der im Jahr 2018/19 etwa 1.724 Musikschüler unterrichtet wurden. Sie ist Teil der Kultur Herford gGmbH, die über die Herforder Beteiligungsgesellschaft mbH zur Herforder Versorgungs- und Verkehrs-Beteiligungs-GmbH (HVV) gehört.
Außer der städtischen Musikschule gibt es in Herford noch zwei private Musikschulen.

## Lage

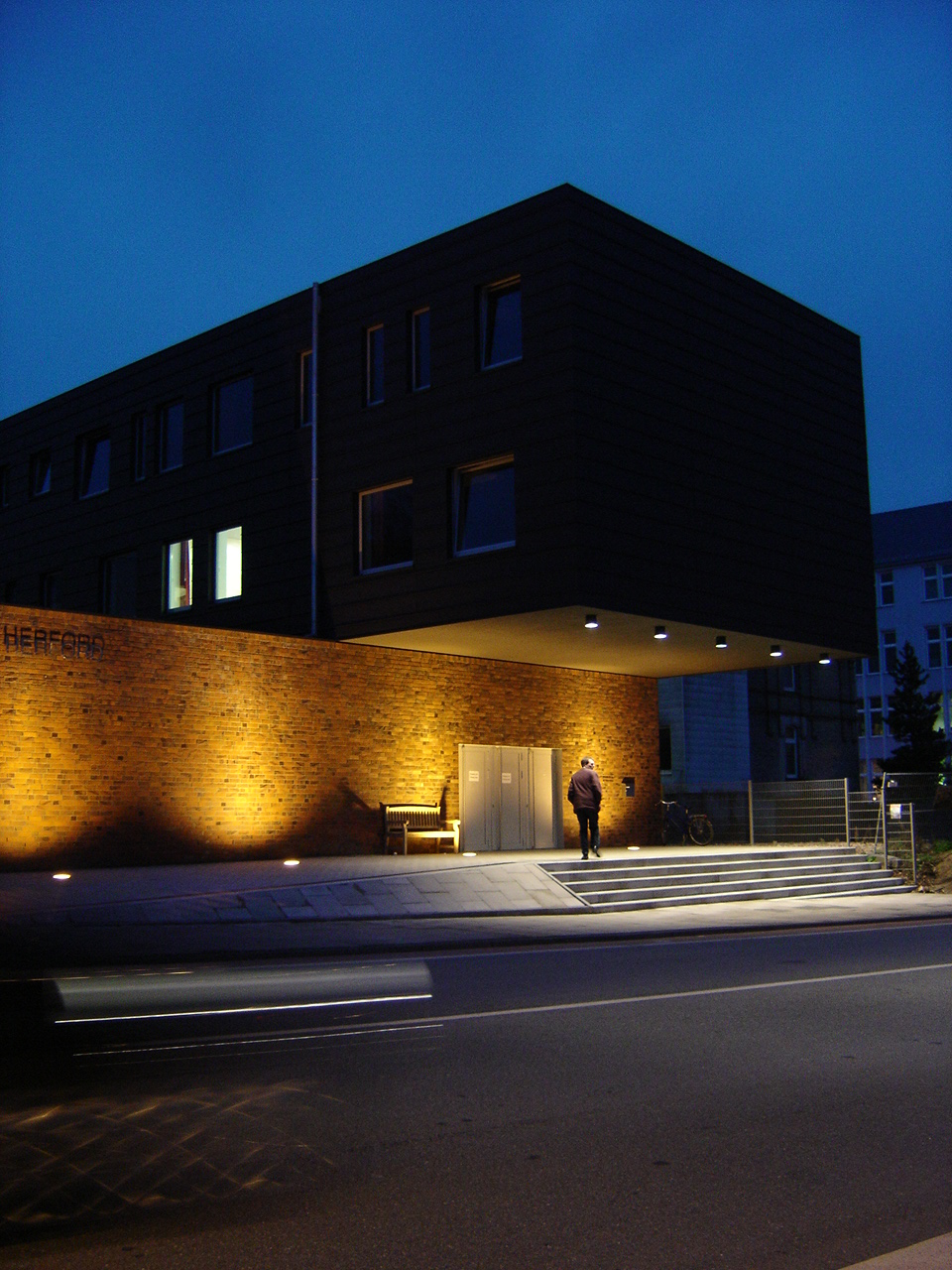
Ansicht bei Nacht

Die Musikschule befindet sich seit 2004 an der Goebenstraße 1 in der Nähe des Herforder Bahnhofs. Einige hundert Meter weiter in der Goebenstraße befindet sich das Elsbachhaus und das Museum Marta Herford. Somit liegt die Musikschule am Rand der Marta-Viertels.

## Angebote
Neben dem Instrumental- und Vokalunterricht gehört Musik für Kinder, bei der es sich um den Musikunterricht der 1. Jahrgänge von (im Schuljahr 2009/2010) acht Grundschulen mit zehn Klassen handelt, zum Angebot. Weitere Angebote gibt es für Musikschulzwerge für Kinder ab 18 Monate und für Musikschulwichte für Kinder ab drei Jahren. Es folgen die musikalische Früherziehung und die elementare Musikerziehung für Kinder ab vier Jahren sowie die musikalische Grundausbildung für Grundschulkinder. Für Teilnehmer, die noch nicht wissen, welches Instrument sie erlernen wollen, gibt es die Orientierungsphase. Workshops, Ensemble- und weitere Ergänzungsfächer sowie die musikalische Förderung Behinderter runden das Programm ab.

## Geschichte
Die Musikschule nahm im April 1970 den Unterrichtsbetrieb mit 550 Schülern auf. Damals hatte die Schule noch keine eigenen Räume. Erst 1975 wurde die „Rühlsche Villa“ am Lübbertorwall 7 in den Werregärten in der Nähe des Friedrichs-Gymnasiums übernommen. 1979 und 1980 schlossen sich die benachbarten Gemeinden Enger, Spenge und Hiddenhausen der Musikschule Herford an. 1987 gründeten Enger und Spenge eine eigene Musikschule und verließen die Herforder Musikschule wieder.
Im selben Jahr reichten die Unterrichtsräume wegen der gestiegenen Schülerzahlen nicht mehr aus. Daher wurde sie um Klassenräume der benachbarten Wilhelm-Oberhaus-Schule am Wilhelmsplatz erweitert. Durch die bessere Raumsituation war es möglich, Renaissance-, Zupfer-, Streicher-, Bläser- und verschiedene Kammermusikensembles zu gründen. Außerdem entstanden Jazz-Combos, Rockbands und eine Big Band. Zusammen mit den benachbarten Musikschulen Bünde, Enger-Spenge und Löhne wurde ein Kreis-Musikschul-Orchester gegründet, das seit 1999 von Siegfried Westphal geleitet wird.
Nachdem zwischenzeitlich bis zu 23 Standorte genutzt wurden, wurde am 18. September 2004 das eigens für die Schule erbaute, jedoch angemietete Gebäude an der Goebenstraße unweit des Herforder Bahnhofs und des Museums Marta eingeweiht. Aufgrund der neuen Raumsituation konnten von da an größere Veranstaltungen im eigenen Gebäude durchgeführt werden, für die vorher auf andere Räume ausgewichen werden musste. So fasst der Vortragsraum, in dem auch Konzerte, Tagungen, Fortbildungen und Feiern durchgeführt werden, können bis zu 150 Personen. Der Saal, in dem sich auch ein Konzertflügel befindet kann auch von Externen angemietet werden.
Die Finanzierung der neuen Musikschule einschließlich der Ausstattung war nur durch den Verein der Freunde und Förderung der Musikschule sowie zahlreiche Sponsoren und Spender, insbesondere aus Industrie, Handel und Gewerbe, aber auch Herforder Bürger möglich. Die Stadt Herford hätte dieses alleine nicht bewältigen können.
2010 führte die Musikschule ein Musical auf, um gegen die geplante Schließung durch die Stadt Herford Stellung zu nehmen.

## Kollegium
Anfang 2020 hatte die Musikschule 40 Mitarbeiter- und Mitarbeiterinnen, davon waren 27 fest angestellt.

## Bekannte Absolventen
- Axali Doëseb (1954–2023), Komponist der namibischen Nationalhymne